# Говедарци
Говедарци е село в Югозападна България. То се намира в Община Самоков, Софийска област. Със своите 1402 жители, селото се нарежда на първо място по брой на население след Самоков. На територията и землището на Говедарци, попада курортен комплекс Мальовица и Гюлечица.

## География
Селото се намира в предпарковата зона на Националния парк Рила, по поречието на река Черни Искър. Разположено в Говедарската котловина на 1157 м надморска височина, то има умерено-континентален климат с минимална януарска температура -33,6 °C и максимална юлска +30,3 °C. Сняг има средно през 160 дни от годината, а през зимата снежната покривка е над 120 см. Курортно село Говедарци е част от най-голямата туристическа ски зона на Балканския полуостров и една от най-големите в Европа, която включва курортите Боровец, Бели Искър, Мала Църква, Маджаре, Говедарци, Мальовица под наимеванието Ски курорт - Боровец Искровете Мальовица. 
Най-достъпният път за селото е от Самоков (13 км) през село Маджаре (1 км) асфалтов път, но може да се достигне и от Сапарева баня през курорта Паничище по черен път с високопроходим автомобил.

## Администрация
Местни избори 2019
Кмет - Лорита Христова (БСП)
Секретар на кметство - Людмила Шуманова

## Население
Численост на населението според преброяванията през годините:
| \| Година на преброяване \| Численост \| \| --------------------- \| --------- \| \| 1934 \| 2256 \| \| 1946 \| 2397 \| \| 1956 \| 2408 \| \| 1965 \| 2224 \| \| 1975 \| 2177 \| \| 1985 \| 2069 \| \| 1992 \| 1873 \| \| 2001 \| 1638 \| \| 2011 \| 1308 \| \| 2019 \| 1114 \| \| 2021 \| 1224 \| |           |
| Година на преброяване | Численост |
| 1934 | 2256      |
| 1946 | 2397      |
| 1956 | 2408      |
| 1965 | 2224      |
| 1975 | 2177      |
| 1985 | 2069      |
| 1992 | 1873      |
| 2001 | 1638      |
| 2011 | 1308      |
| 2019 | 1114      |
| 2021 | 1224      |

## Икономика
Основните поминъци са животновъдство, дърводобив, отглеждане на т.нар. „самоковски картофи“, ски-, планински и риболовен туризъм. В Черни Искър може да се лови балканска пъстърва.

## История
Старото наименование на Говедарци е било Българане и Мацакурово. През различните исторически периоди е имало живот и поминък из Говедарската котловина и селищата, развивали се на мястото на сегашното Говедарци, са се казвали различно. По време на Римската империя около горните притоци на Искровете (Прави Искър, Преките реки, р. Лопушница, р. Лъкатица и др.) е имало рударски селища за добив на железни руди и желязо. По билата на върховете южно от Говедарци е запазен Фердинандов път, строен в края на ХIХ в. по нареждане на княз Фердинанд. Той е трябвало да свърже Говедарци с Рилския манастир, но не е завършен и достига само до Кобилино бранище. Има няколко пещери около бреговете на споменатите по-горе реки, чиито входове са запазени все още.
По време на Римската империя в района се е добивало и злато освен от разсипи на гореспоменатите реки, то и по минен способ, което е доста авангардно за онова време. Добивът на желязо е свързан преди всичко с времето на османското владичество, когато цялата Говедарска котловина е представлявала голяма индустриална зона:
- добив на разсипен магнетит „желязна руда“;
- „жижни“ за производство на дървени въглища;
- „видния“ за претопяване на рудата и добив на желязо;
- „мадани-самокови“ за обработка на желязото до краен продукт.

„Пещерите“ в района са минни изработки, свързани с древния златодобив, и „нови“ минни изработки, използвани за бомбоубежище по времето на Втората световна война от Генералния щаб на армията.

## Религии
Основна и единствена религия в Говедарци е християнството. В селото църквите работят само на празници от 07.30 до 12.00 ч., а Манастира „Свети Георги“ събота и неделя, и на празниците през делнични дни от 09.00 до 16.00 ч.
- Храм „Св. Никола“
- Храм „Св. св. апостоли Петър и Павел“
- Манастир „Света Троица“ – Аязмото
- Манастир „Св. Георги Победоносец“
- Параклис „Успение Богородично“
- Параклис „Покров Богородичен“
- Параклис „Св. Мина“
- Параклис „Св. Пророк Илия“
- Параклис „Св. Архангел Михаил“
- Параклис „Св. Иван Рилски“

Всички църковни храмове в селата Говедарци, Маджаре, Мала църква и Бели Искър са под ръководството на Църковно настоятелство – с. Говедарци

## Курбаните в Говедарци
- Гергьовден (6 май) – манастир „Св. Георги Победоносец“
- „Св. Троица“ (датата се мени – 27.05.2018) – манастир „Св. Троица“ – Аязмото
- Петровден (29 юни) – храм „Св. св. апостоли Петър и Павел“
- Илинден (20 юли) – параклис „Св. пророк Илия“
- Успение Богородично (15 август) – храм „Св. Никола“, храм „Св. св. апостоли Петър и Павел“, параклис „Успение Богородично“
- Успение на Св. Иван Рилски (18 август) – параклис „Св. Иван Рилски Чудотворец“
- Рождество Богородично (8 септември) – манастир „Св. Троица“ – Аязмото
- Покров Богородичен (1 октомври) – храм „Св. св. апостоли Петър и Павел“, параклис „Покров Богородичен“
- Петковден (14 октомври) – храм „Св. Никола“
- „Св. мчк Мина“ (11 ноември) – параклис „Св. Мина“

## Държавни институции
- Хотел на Министерство на финансите – м. Гюлечица
- Хотел на Българската академия на науките – м. Гюлечица
- Почивна станция на „Автомагистрали“ ЕАД – м. Гюлечица
- Почивна станция на „Метрополитен“ ЕАД – към Столична община
- Метеорологична станция – Говедарци към НИМХ на БАН – м. Овнарско
- Институт за гората – БАН
- Здравен дом – филиал на МБАЛ „Самоков“ ЕООД
- БТХ „Автостарт“ АД – към „Държавно автомобилно предприятие“ (ДАП) – филиал Говедарци
- Хотел „Мальовица“ – к.к. Мальовица към Български туристически съюз
- ЦПШ „Мальовица“ – к.к. Мальовица към Български туристически съюз
- ДГС – Говедарци към Югозападно държавно предприятие (Благоевград)

## Културни и природни забележителности
Над котловината се намира връх Мальовица и селото е един от изходните пунктове за достигането му. От Говедарци тръгват маршрути за хижа Вада (2 часа пеш), хижа Мечит (1 час), хижа Ловна (3 часа), хижа и планинска школа Мальовица (по пътя за хижата и през местността Овнарско). През хижа Вада може да се стигне до Седемте рилски езера, едноименната хижа, от хижа Мечит се стига до заслона Кобилино бранище и от комплекс Мальовица се стига до циркуса Страшното езеро, където има изграден заслон, като другият маршрут е през местността „Овнарско“.
В местността Надарица има останки от древно селище, датиращо от времето на Римската империя.
В местностите Тапанковица, Мечкарица и Изворо има запазени исторически паметници – църкви, манастир и параклиси.
Селото е изходен пункт за Седемте рилски езера, Чанаците – 2 бр, Урдини езера – 6 бр, Мальовишки езера – 3 бр., Еленини езера, циркусът на Страшното езеро – 5 езера, Лопушките езера и Сухото езеро. Общо около двадесет и пет високопланински езера, някои от които богати на местна пъстърва.

## Редовни събития
- „Св. Троица“ (Петдесетница) – официален събор на селото (27.05.2018)
- Гергьовден – събор на Манастир „Св. Георги Победоносец“
- Тодоровден – организират се състезания с коне в м. „Лакатица“
- 31 декември – организира се събор за посрещане на Нова Година
- Йордановден – организира се наддаване за Кръста в Манастир „Св. Троица“ – Аязмото
- Ивановден – традиционно къпят в буйната планинска река всички моми и млади невести
- Национален фолклорен фестивал „Дар от природата“ – (25 – 26 август 2018)

## Образование
- ОУ „Димчо Дебелянов“
- ЦДГ „Незабравка“
- Народно читалище „Христо Ботев – 1928“

## Личности, родени в Говедарци
- Никола Краварев (1856 – 1920), български книжар и книгоиздател
- Гергана Кацарска (1984), българска попфолк певица
- Любомилка Кацарска (1958), републиканска шампионка ски бягане, майка на футболиста Стойко Сакалиев
- Людмила Живкова (1942 – 1981), политик, дъщеря на Тодор Живков

## Личности, починали в Говедарци
- Асен Христофоров (1910 – 1970) – български икономист, писател и преводач.

## Транспорт
Село Говедарци има редовен транспорт на всеки час от Автогара Самоков. Фирмата, която обслужва линията Самоков – Говедарци е „Експрес бус-транс 2003“ ЕООД. Цената на билета е 1.90 лв. Всеки ден от Автогара Самоков в 08.15 ч. и 16.15 ч., тръгва маршрутка по линията Самоков – Говедарци – Мальовица, като цената на билета Самоков – Мальовица е 6.00 лв., а цената на билета – Говедарци – Мальовица – 4.00 лв.

## Кухня
Кухнята е традиционна, българска, като от националните ястия са популярни витата баница, зелник, киселник, котмач, каварма и др.

## Галерия
- Стара къща в Говедарци
- Плевня в Говедарци
- Река Черни Искър при Говедарци
- Манастир Света Троица, Говедарци